# 鎌原幸定
鎌原 幸定（かんばら ゆきさだ）は、戦国時代の武将。真田幸隆の弟で、真田信綱や真田昌幸の叔父にあたる。

## 生涯
父は真田頼昌で、幸定は上野吾妻郡の旧族である鎌原家の養子に入った。鎌原家は鎌倉時代初期に上野三原荘（吾妻郡嬬恋村）に分かれた海野氏の一族で、『鎌原家譜』では海野小太郎幸家の次男・海野新左衛門が三原荘下屋を領して下屋幸房と称し、その孫になる下屋重友が鎌原郷に移り鎌原を称したのが始まりとされる。戦国時代は鎌原幸政が三原城主であり、同じ海野一族として幸定を養子に迎えたのである。
幸定は大和守を称し、息子の幸重（宮内少輔）と共に早くから武田信玄に臣従した。幸隆の吾妻郡進出にも幸定・幸重父子は協力した。そして幸隆と共に羽尾氏や岩櫃城の斎藤氏を滅亡させた。
幸重の子・鎌原重澄は長篠の戦いで戦死する。その重澄の子・鎌原重春は昌幸の養女を正室に迎え、天正10年（1582年）3月の武田征伐で武田勝頼が滅亡すると、宗家の真田家に従い、子孫は真田家重臣に列した。